# Bund Deutscher Pfadfinderinnen (1949–1975)
Der Bund Deutscher Pfadfinderinnen (BDP, auch BDPw) war ein 1949 gegründeter deutscher Pfadfinderinnenbund. 

## Geschichte
Ab 1945 bildeten sich in den drei Westzonen wieder Pfadfinderinnengruppen, häufig unter Mithilfe ausländischer Pfadfinderinnen und der World Association of Girl Guides and Girl Scouts (WAGGGS). Diese bildeten zunächst zonale Zusammenschlüsse, bevor 1949 ein neuer Bund deutscher Pfadfinderinnen gegründet wurde. Zwischen dem neuen Bund und seinem Vorgänger gleichen Namens gab es kaum Traditionslinien. Die Namensgebung wird in vielen Quellen als Anlehnung an den 1948 gegründeten Bund Deutscher Pfadfinder bezeichnet, ein Bezug zum zwischen 1912 und 1933 bestehenden „ersten“ Bund Deutscher Pfadfinderinnen oft als nicht vorhanden beurteilt. Die Pfadfinderinnen des Bundes sahen sich selbst jedoch durchaus in einer historischen Linie, so ist z. B. in der Broschüre "10 Jahre BDP" aus dem Jahr 1956 zu lesen: "Der Bund Deutscher Pfadfinderinnen wurde schon 1922 gegründet [...]. 1946 erwachte in vielen älteren Führerinnen der Wunsch, den Mädels, die nun all die schrecklichen Kriegsjahre hinter sich hatten, zu berichten von den Freuden des Pfadfinderinnenlebens. So bildeten sich in ganz Deutschland verstreut kleine Gruppen, in denen der Pfadfindergedanke lebendig wurde." 
Auch im Jahr 1949 gründeten der BDP, der Bund Christlicher Pfadfinderinnen, der Evangelische Mädchen-Pfadfinderbund und die Pfadfinderinnenschaft St. Georg den Ring Deutscher Pfadfinderinnenbünde als gemeinsamen Dachverband. Dieser wurde 1950 Mitglied von WAGGGS und 1952 Mitglied des Deutschen Bundesjugendrings.
1956 führte der BDPi ein Bundeslager in Immenhausen durch, das von Olave Baden-Powell, Chief Guide of the World, besucht wurde. Der Lagerplatz in Immenhausen war 1955 durch den BDP gepachtet worden und wurde in den folgenden Jahren zum Bundeszentrum des BDPi und seines Nachfolgers BdP ausgebaut. 
In der zweiten Hälfte der 1960er Jahre verstärkten sich die Kontakte zwischen dem BDPw und dem Bund Deutscher Pfadfinder. Bereits 1968 kam es zu ersten Gesprächen über eine Fusion. Wegen der sich zuspitzenden Situation im Bund Deutscher Pfadfinder und der auf weiblicher Seite vorhandenen Vorbehalte wurden diese Gespräche zunächst abgebrochen. Sie wurden erst wieder aufgenommen, als 1971 mit dem Bund der Pfadfinder ein neuer Gesprächspartner auf männlicher Seite zur Verfügung stand. Nach mehrjährigen Verhandlungen schlossen sich der BDPi und der Bund der Pfadfinder am 1. Januar 1976 zum Bund der Pfadfinderinnen und Pfadfinder zusammen. An der Basis war diese Fusion schon von zahlreichen Gruppen vorweggenommen worden.
Der traditionell seit den 1920er Jahren geführte Ortsgruppenname "Burg" im BDPw wurde nach der Fusion nach und nach von den aus dem Bund Deutscher Pfadfinderinnen stammenden Gruppen aufgegeben. Einzig die Gruppe aus Karlsruhe führt noch heute den Namen "Burg Karlsruhe", dessen Existenz bis ins Jahr 1925 zurückverfolgt werden kann, die Gruppe selbst entstand bereits 1913.